# Зарудин, Николай Николаевич
Никола́й Никола́евич Зару́дин (урожд. Николай Николаевич Эйхельман; 1 [13] октября 1899, Пятигорск, Терская область, Российская империя — 13 августа 1937, Москва, СССР) — русский советский поэт и прозаик.

## Биография
Родился в семье российских немцев; отец — горный инженер Николай Эдуардович Эйхельман. В 1914 году отец сменил фамилию всей семьи по патриотическим мотивам.
Учился в Нижегородской гимназии вместе с А. Н. Формозовым, будущим известным биологом и художником-анималистом. Они вместе издавали рукописный журнал, где публиковались их первые работы. У Зарудина это были пейзажные зарисовки, в которых проявились любовь и интерес к природе. Окончил гимназию весной 1917 года.
Во время Гражданской войны вступил добровольцем в Красную армию, был политкомиссаром, впоследствии оставался убеждённым троцкистом; закончил войну на Западном фронте.
Жил в Смоленске, публиковал корреспонденции и стихи в газете «Рабочий путь» и альманахе «Красная вязь», входил в литературную группу «Арена», под маркой которой в 1923 выпустил первый сборник стихов. В 1924—1932 председатель и один из основных прозаиков группы «Перевал». Самое значительное произведение Зарудина — роман в 8-ми повестях «Тридцать ночей на винограднике», наполненный «космическим» духом; писатель бросает взгляд в прошлое, на патриархальный образ жизни в родительском доме. Роман содержит множество политических намёков, скрытых за различными стилевыми ухищрениями.
Арестован 21 июня 1937 года. 13 августа 1937 года по обвинению в участии в антисоветской террористической организации приговорён Военной коллегией Верховного суда СССР к высшей мере наказания. В этот же день расстрелян. Место захоронения — «Могила невостребованных прахов» на Донском кладбище в Москве. Реабилитирован 7 июля 1956 года.

В своем творчестве 3арудин следовал традициям Ф. Тютчева, Аполлона Григорьева и И. Бунина; в его произведениях чувствовалось сильное влияние Б. Пильняка. Как проза, так и поэзия 3арудина написаны искусственным орнаментальным языком, переполненным эпитетами и сравнениями.
— Вольфганг Казак

## Книги
- Снег вишенный: Первая книга стихов. 1921—1922. [Смоленск]: Арена, 1923. — 76, [2] с.
- Полем — юностью: Избр. лирика. М.: Круг, 1928. — 123, [2] с.
- Тридцать ночей на винограднике: Роман в 8-ми повестях. М.: Сов. лит-ра, 1933. — 256, [4] с.
  - То же / [Предисл. Н. Атарова]. М.: Сов. Россия, 1976. — 318 с.
- Страна смысла: Повести молодого времени. [М.]: Моск. т-во писателей, 1934. — 229, [2] с.
- Зарудин Ник., Катаев Ив. Наш друг Оваким Петросян: Рассказы об Армении / Худ. Н. В. Кузьмин. М.: Гослитиздат, 1935. — 166, [2] с.
- Закон яблока: Рассказы / [Сост. В. П. Зарудиной; Предисл. В. Дынника]. М.: Сов. писатель, 1966. — 277 с.
- В народном лесу: повесть и рассказы. — М.: Сов. Россия, 1970. — 430 с.
- Полем — юностью: [Стихи] / [Илл.: А. Цветков]. М.: Сов. писатель, 1970. — 127 с.
- Путь в страну смысла: [Сборник] / [Вступ. ст. В. Кривцова]. М.: Худ. лит., 1983. — 623 с.